# Golden Boy (film)
Pour les articles homonymes, voir Golden Boy.
Pour plus de détails, voir Fiche technique et Distribution.
Golden Boy est un film français de Jean-Pierre Vergne, sortie le 21 février 1996.

## Synopsis
Antoine travaille dans une usine de poupées qui connaît de grandes difficultés financières. Délégué syndical, Antoine est à l'origine d'un conflit rude avec son patron. Sauf qu'entre-temps il gagne au loto, et sans prévenir sa femme il va vouloir sauver l'usine. Il devient donc le nouveau patron et comprend désormais que ce rôle n'est pas si facile…

## Fiche technique
- Réalisateur : Jean-Pierre Vergne
- Scénario, adaptation et dialogues : Jean-Claude Carrière, Anne Roumanoff, Jean-Pierre Vergne, d'après une idée originale d'Armand Jammot
- Images : Claude Agostini

Cadreur : Jean-Pierre Hervé
- Montage : Françoise Berger-Garnault
- Son : Daniel Ollivier
- Décors : Jean-Louis Poveda
- 1er assistant réalisateur : Léonard Guillain
- Casting : Laurence Lustyk
- Production : Trinacra, France 3 Cinéma, UGC Images
  - Directrice de production : Cathy Lemeslif
  - Productrice exécutif : Marie-Castille Mention-Schaar
- Distributeur : UFD
- Pays de production :  France
- Durée : 90 minutes
- Genre : comédie
- Date de sortie : France : 21 février 1996

## Distribution
- Jacques Villeret : Antoine Bonvoisin
- Martin Lamotte : Jérôme Tiercelin
- Anne Roumanoff : Sandrine Bonvoisin
- Virginie Lemoine : Hélène Tiercelin
- Isabelle Petit-Jacques : Madeline
- Biana : Marie-Pierre
- Julien Cafaro : Étienne
- Pierre-Arnaud Juin : Delperrier
- Isabelle Ferron : Sylvie
- Ged Marlon : Bernard
- Bruno Leonelli : Fanton
- Franck de Lapersonne : Norbert
- Charlotte Maury-Sentier : Mme Lebrun
- Sophie Bouilloux : L'ouvrière midinette
- Christelle Charpentier : L'ouvrière fayotte
- Emmanuelle Michelet : L'ouvrière défaitiste
- Willy Bajeux : L'ouvrière comptable
- Sophie de La Rochefoucauld : L'ouvrière je sais tout
- Manou Ramirez : Le syndicaliste
- Quentin Darras : Michel
- Christian Bujeau : Jean-Dominique
- Gaëlle Le Fur : Bérangère
- Alexandra Pandev : La journaliste
- Marie-France Mignal : Liliane
- Antoine Marcaggi : Jonathan
- Kelly Marot : Sandry
- Miglen Mirtchev : L'interprète russe
- Alexander Koumpan : Le russe #1
- Vitali Nikitine : Le russe #2
- Victor Kubik : Le russe #3
- Jean-Pierre Lazzerini : Le vendeur du garage
- Patrick Bastat : Le chauffeur de taxi
- Christophe Guybet : Le directeur de la banque #1
- Marie-Charlotte Leclaire : L'employée de la banque
- Jean-Marie Fonbonne : Le directeur de la banque #2
- Lucien Jérôme : Le notaire
- Juliette Degenne : Le clerc de notaire
- Tugot-Doris : Le poissonnier
- Patricia Karim : La cliente du salon coiffure #1
- Alexandrine Loeb : La cliente du salon coiffure #2
- Isabelle Alexis : La shampouineuse
- Michel Prudhomme : Le maître d'hôtel
- Éric Boucher : Le sommelier
- Kareen Bourjade : L'hôtesse du loto
- Michel Roux : Le directeur du loto
- Richard Desjardins : Lui-même
- Henri Sannier : Lui-même (voix)
- Yolaine de La Bigne : Elle-même (voix)